# Douglas TB2D Skypirate
Douglas TB2D Skypirate (pol. Podniebny pirat) – amerykański  prototypowy bombowiec pokładowy z okresu II wojny światowej

## Historia
W 1943 roku w związku z rozpoczęciem budowy lotniskowców typu Midway oraz że używane w lotnictwie marynarki wojennej samoloty torpedowe TBD Devastator były już przestarzałe, rozpoczęto pracę nad nowym samolotem który miał wejść na wyposażenie nowych lotniskowców. 
Projekt takiego samolotu powstał w wytwórni Douglas Aircraft Company, a dwa prototypy tego samolotu oznaczone jako XTB2D-1 zamówiono w wytwórni w dniu 31 października 1943 roku.  Jednak pierwszy prototyp oblatany został dopiero w lutym 1945 roku. 
W związku jednak z zakończeniem II wojny światowej zaniechano dalszych prac nad tym samolotem, po zbudowaniu tylko dwóch samolotów prototypowych. 

## Użycie w lotnictwie
Samolot Douglas TB2D Skypirate, nie został wprowadzony na uzbrojenie.

## Konstrukcja
Samolot Douglas TB2D Skypirate był trzymiejscowym samolotem torpedowo-bombowym w układzie jednosilnikowego, wolnonośnego dolnopłata o konstrukcji metalowej z trójpodporowym wciąganym w locie podwoziem.
Płat trójdzielny o dużej rozpiętości składał się z długiego prostokątnego centropłara oraz składanych (do hangarowania) części skrajnych o obrysie trapezowym i znacznym wznosie. Do kadłuba przymocowane było usterzenie pionowe z płetwą grzbietową i szerokie usterzenie poziome. 
Podwozie główne o szerokim rozstawie, wciągane  było w skrzydła na zewnątrz, co zapewniało miejsce dla podwieszanie uzbrojenia. Podwozie przednie o zdwojonych kołach wciągane było w tył do kadłuba.
Do napędu samolotu zastosowano największy wówczas silnik tłokowy Pratt-Whitney R-4360-8 Wasp Major w układzie poczwórnej gwiazdy (4 x 7 cylindrów). Silnik napędzał dwa przeciwbieżne, czterołopatowe śmigła przestawialne Curtiss-Electric o średnicy 4,5 m.